# Dolomiti Ampezzane
Le Dolomiti Ampezzane (Ampezzaner Dolomiten in tedesco) sono una sezione delle Dolomiti, che si trovano nella regione del Veneto (provincia di Belluno), prendendo il nome dal territorio di Ampezzo, di cui Cortina d'Ampezzo è il centro principale, confinante con San Vito di Cadore e Auronzo di Cadore, con gran parte del territorio che ricade nel Parco naturale regionale delle Dolomiti d'Ampezzo.

## Classificazione

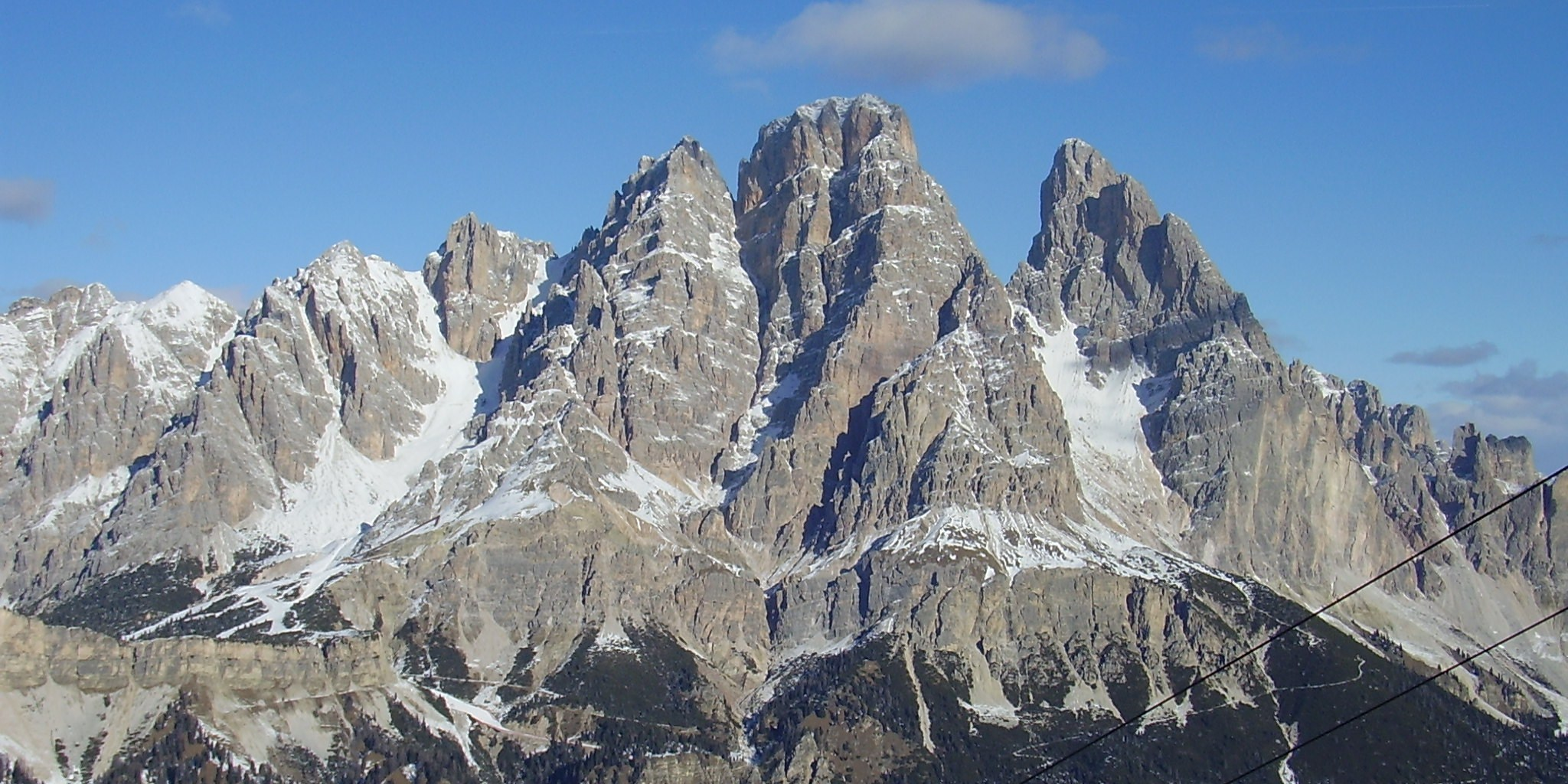
Il Monte Cristallo.

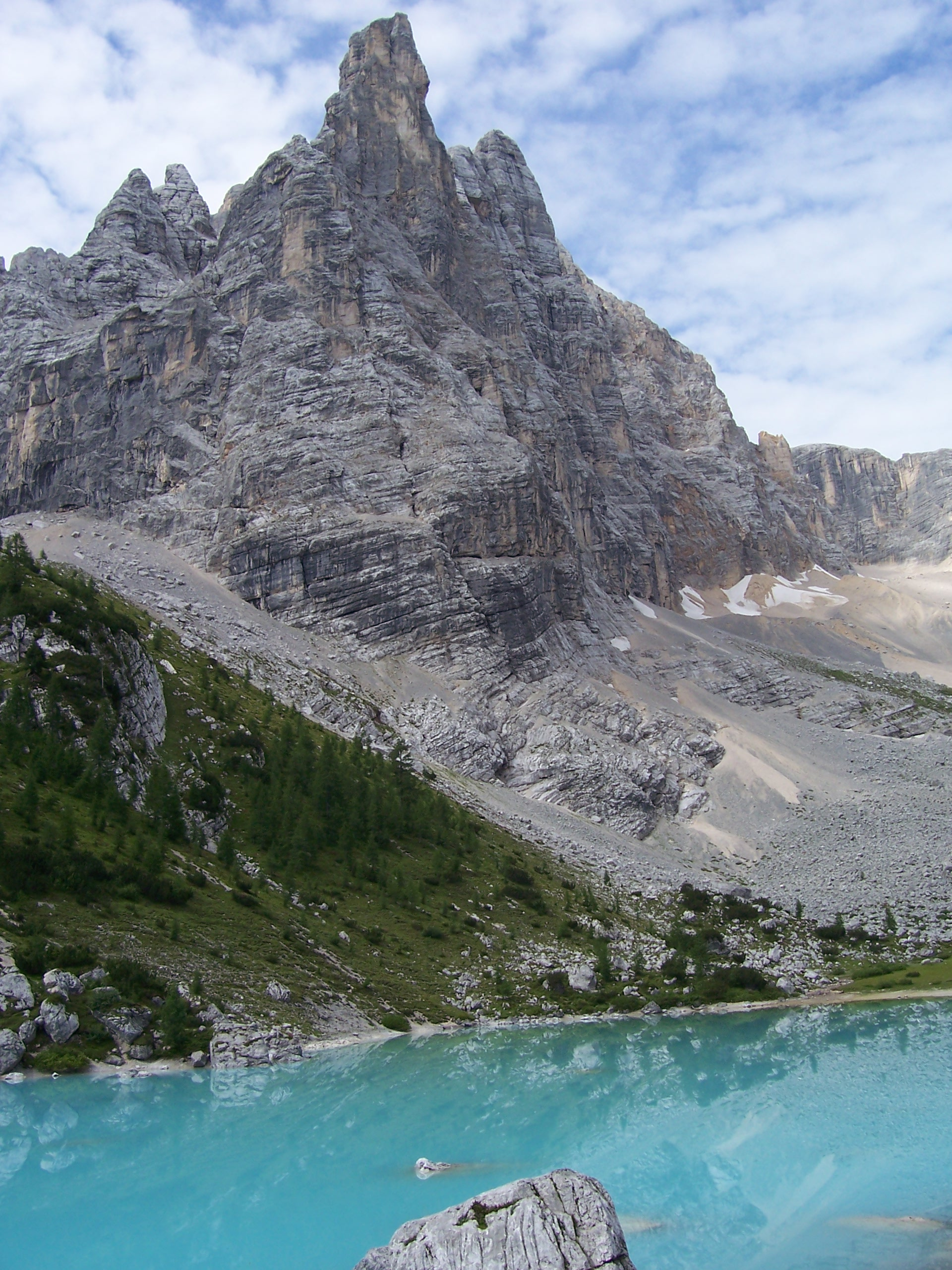
Punta Sorapiss

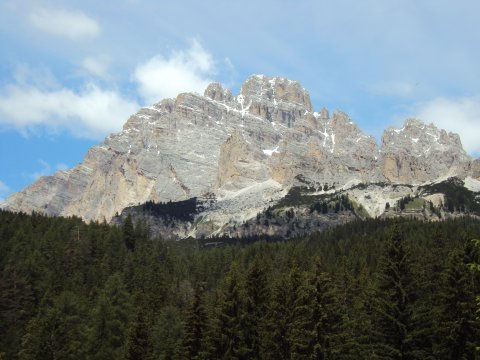
Piz Popena

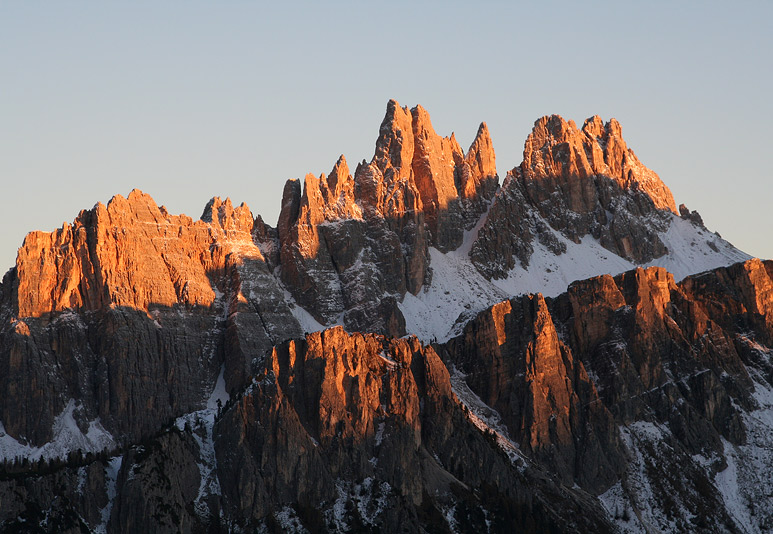
Croda da Lago

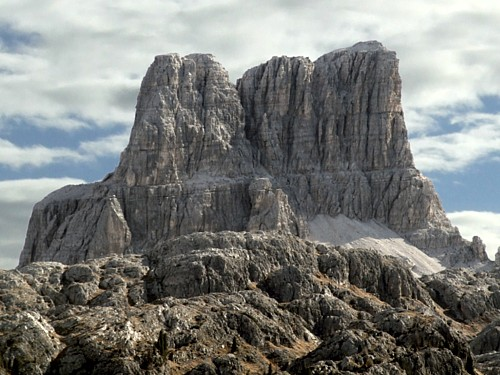
Averau

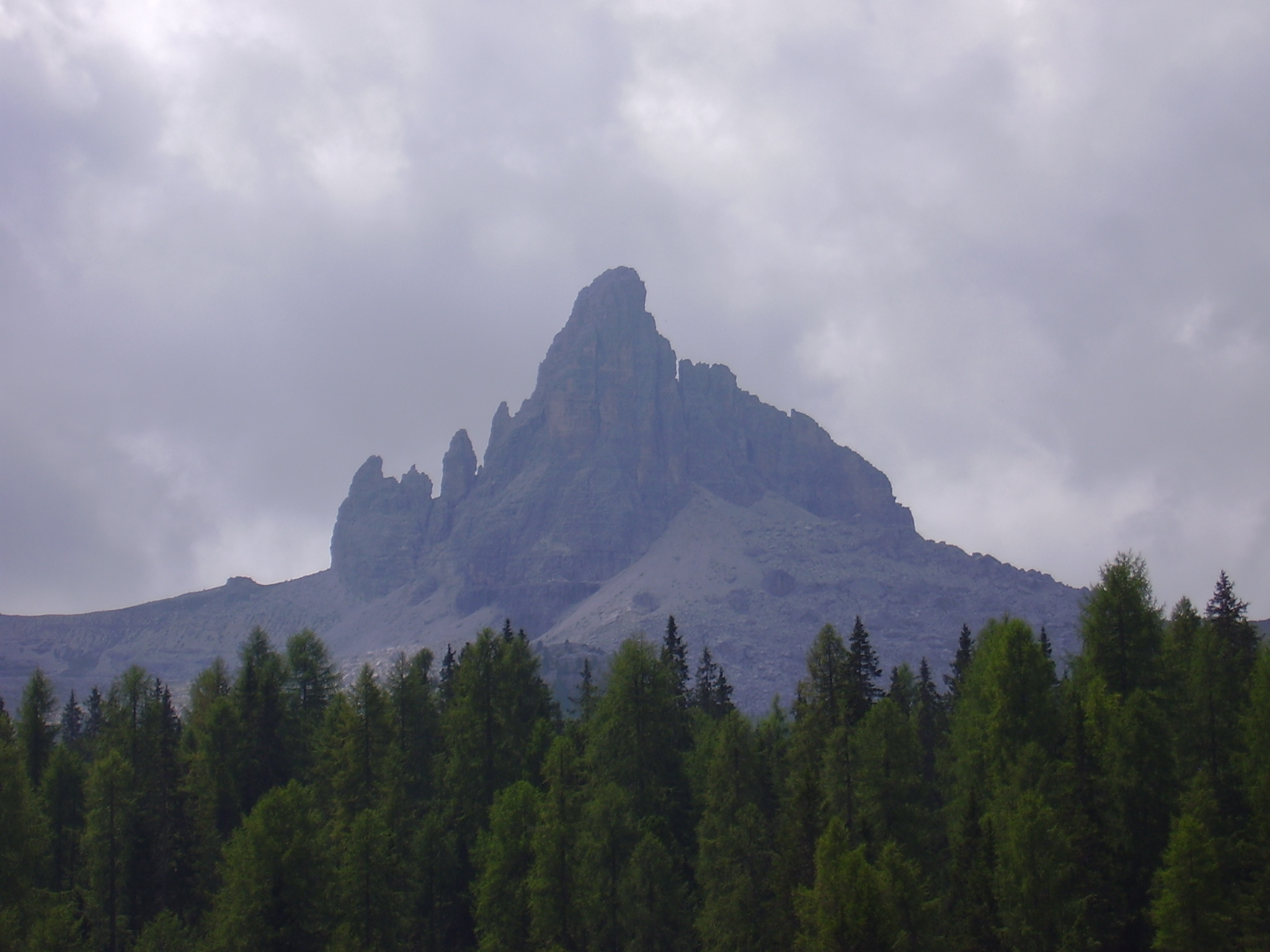
Becco di Mezzodì

Secondo la SOIUSA esse costituiscono un supergruppo alpino con la seguente classificazione:
- Grande Parte = Alpi Orientali
- Grande Settore = Alpi Sud-orientali
- Sezione = Dolomiti
- Sottosezione = Dolomiti di Sesto, di Braies e d'Ampezzo
- Supergruppo = Dolomiti Ampezzane
- codice = II/C-31.I-D

## Delimitazioni
Le Dolomiti Ampezzane si estendono attorno a Cortina d'Ampezzo e sono delimitate dai seguenti valichi: Passo Cimabanche (a nord), Col Sant'Angelo (a nord-est), Forcella Grande (a sud-est), Forcella Forada (a sud), Forcella Bois (ad ovest).

## Suddivisione
La SOIUSA le suddivide in sei gruppi e undici sottogruppi
- Gruppo delle Tofane (15)
  - Cime principali delle Tofane (15.a)
  - Contrafforti Punta Anna-Ra Zestes (15.b)
- Gruppo del Nuvolau (16)
  - Dorsale del Nuvolau (16.a)
  - Settore delle Cinque Torri (16.b)
- Gruppo Croda da Lago-Cernera (17)
  - Sottogruppo del Cernera (17.a)
  - Sottogruppo della Croda da Lago (17.b)
- Gruppo del Cristallo (18)
  - Sottogruppo del Popena (18.a)
  - Sottogruppo del Cristallo (18.b)
- Gruppo del Pomagagnon (19)
- Gruppo del Sorapiss (20)
  - Diramazione della Punta Nera (20.a)
  - Bastione del Sorapiss (20.b)
  - Contrafforte del Banco (20.c)

Per maggior completezza la SOIUSA suddivide le Dolomiti Ampezzane anche in due settori: Dolomiti Ampezzane Occidentali formate dai primi tre gruppi e le Dolomiti Ampezzane Orientali formate dagli altri tre gruppi.

## Vette
Nel territorio di Cortina d'Ampezzo ricadono il Gruppo delle Tofane, la Croda Rossa, la Croda del vallon Bianco, il Col Bechei di Sopra, il Pomagagnon, le Cinque Torri, il Lagazuoi, la Croda del Becco, la Croda Piccola Rossa, il Col Rosà, la Croda de r'Ancona, il Monte Lavinores, Cima Formenton, il Sudliche Fanisspitze, e le Torri di Fanes; negli altri comuni ricadono i massicci del Sorapiss, la Croda da Lago, l'Averau, il Nuvolau, il Cristallo, le Tre Cime di Lavaredo, la Croda dei Toni, i Cadini di Misurina, il Gruppo delle Marmarole, la Cima Undici, e del Monte Popera);
Le montagne principali sono:
- Tofana di Mezzo - 3.244 m
- Monte Cristallo - 3.221 m
- Punta Sorapiss - 3.200 m
- Croda Marcora - 3.154 m
- Piz Popena - 3.152 m
- Punta Nera - 2.847 m
- Punta Anna - 2.730 m
- Croda da Lago - 2.709 m
- Monte Cernera - 2.657 m
- Monte Averau - 2.647 m
- Becco di Mezzodì - 2.603 m
- Col dei Bos - 2.559 m
- Sass de Stria - 2.477 m
- Cima Ra Zestes - 2.420 m
- Cinque Torri di Averau - 2.361 m
- Popena Basso - 2.225 m
- Pomagagnon - 2.178 m